# Concili de Narbona del 684
El concili de Narbona del 684 fou una reunió de bisbes a manera de sínode de la província Narbonense o de la Septimània, al Regne de Toledo, celebrat el 684.
Acabat el XIII Concili de Toledo el 13 de novembre del 683 va arribar als pocs dies a Toledo un enviat del Papa Lleó II (que va ser pontífex des de l'abril del 682 al juliol del 683) amb sengles cartes per al rei, pel comte Simplici, per a tots els bisbes i per al metropolità de Toledo, en les quals invitava a reconèixer les resolucions del III Concili Constantinopolità (VI Concili Ecumènic) que havia condemnat el monotelisme. S'havia de celebrar un nou concili, però tan recent l'anterior es va convocar un sínode de bisbes de la Cartaginesa, al qual assistirien els metropolitans de les altres cinc províncies, com a delegats d'aquestes, en les quals se celebraria al seu torn i prèviament, un sínode, decidint la resolució pertinent que els metropolitans traslladarien a la reunió de Toledo.
Així a Septimània a la tornada de l'abat Joan i del diaca Valdemar, enviats pel metropolità Sunifred, es va celebrar un concili amb els bisbes de la província i es van ratificar les resolucions del III Concili de Constantinoble i VI Concili Ecumènic. L'acord fou enviat segons el que s'havia acordat.